# Dominik Markus Morgenstern
Dominik Markus Morgenstern (9. května 1875 Královo Pole – po 9. květnu 1942 Vyhlazovací tábor Sobibor) byl moravský bankovní úředník židovského původu, majitel reklamní kanceláře, zakladatel několika kin v Brně, vlastník půjčovny filmů a vydavatel kinematografického časopisu.

## Život
Od roku 1901 byl držitelem licence na kinematograf, zprvu provozoval putovní kino a 7. června 1907 (podle jiných záznamů až 8. června) otevřel kinosál s pravidelným promítáním na náměstí Svobody. Vůbec první kamenné kino s pravidelným provozem v českých zemích se jmenovalo The Empire Bio Co. a jeho prvním promítačem byl Vídeňan Josef A. Goldmann. V letech 1913–1914 dům přestavěl stavitel Adolf Bacher a v jeho dvoře vznikl samostatný sál s 323 sedadly. Později bylo kino přejmenováno na Central, po znárodnění v roce 1950 dostalo název Úderka a v provozu zůstalo do 70. let 20. století.
V srpnu 1902 se v Brně oženil s Olgou Deutschovou, se kterou měl syna Hanse (1903–1942) a dceru Margarethu (1908–???), provdanou Rennerovou.
Central byl v Morgensternově době považován za německé kino, a to jak skladbou návštěvníků, tak i programu. V němčině vycházel také Morgensternův časopis Anzeiger für die gesamte Kinematographen-Industrie, vůbec první kinematografii věnovaná tiskovina v Čechách a na Moravě.
Morgenstern byl také vlastníkem kina Apollo, jež zahájilo provoz 2. června 1914 v domě naproti vlakovému nádraží. V letech 1922 až 1933 je provozoval Československý červený kříž a po několikaleté odmlce, kdy v prostorách sídlila papírnická prodejna, v roce 1941 znovu ožilo kino pod názvem Ohne Pause. Následujícího roku bylo přejmenováno na Ufa OP, od června 1945 se jmenovalo Aktualita 30 a od dubna 1947 až do 1. srpna 1981 Čas.
Po Apollu se jmenovala také půjčovna filmů, kterou Morgenstern provozoval: Apollo-Film-Verleih.
Třetím brněnským kinem, které Morgenstern v Brně otevřel, byl Kapitol, a to v roce 1928. Kinosál v podzemí paláce Morava měl 799 míst a ve své době patřil k nejmoderněji vybaveným kinům v Československu. Provoz vedl Morgensternův syn Jan. Po druhé světové válce byl přejmenován na Družba a kapacita snížena na 450 sedadel. Po roce 1989 byl kinu navrácen původní název, nástup multiplexových kin však nepřežilo a v roce 2003 skončilo.
Sám Morgenstern byl 19. března 1939 na příkaz brněnského gestapa zatčen, vězněn, 28. ledna 1942 deportován transportem U-401 do Terezína a 9. května téhož roku transportem Ax-291 do vyhlazovacího tábora u polského Sobibóru, kde zemřel.